# Un vis prometeic
Un vis prometeic este un film românesc din 1989 regizat de Jean Petrovici.